# الجهاز القومي للتنسيق الحضاري (مصر)
الجهاز القومي للتنسيق الحضاري هو جهاز حكومي مصري، أنشأ طبقًا لقرار رئيس الجمهورية رقم 37 لسنة 2001، ويتبع وزارة الثقافة، أنشأ الجهاز من أجل تحقيق القيم الجمالية للشكل الخارجي للأبنية والفراغات العمرانية والأثرية وأسس النسيج البصري للمدن والقرى وكافة المناطق الحضارية للدولة، بما في ذلك المجتمعات العمرانية الجديدة، إعادة صياغة الرؤية الجمالية لكافة مناطق الدولة والعمل على إزالة التشوهات الحالية، إعداد قاعدة بيانات شاملة لجميع المباني ذات الطابع المعماري المميز بجميع محافظات الجمهورية ووضع القواعد اللازمة للحفاظ عليها، ووضع الضوابط التي تكفل عدم التغيير في الشكل المعماري القائم بمنع الإضافات التي تتم على المباني القائمة والتي تشوه المنظر العام.
كما يقوم الجهاز بوضع أسس التعامل مع الفراغات المعمارية كالحدائق والشوارع والأرصفة والإنارة والألوان المستخدمة بمراعاة طبيعة كل منطقة والمعايير الدولية المتعارف عليها، وذلك بما يحقق احترام حركة المشاة والمعاقين مع استخدام الخامات والألوان التي تتناسب مع الطابع المعماري لكل منطقة، وضع الشروط والضوابط اللازمة لشكل الإعلانات و اللافتات بالشوارع والميادين وعلى واجهات المباني من حيث المساحة والارتفاع والألوان والمكان الذي يوضع فيه الإعلان أو اللافتة، إعادة صياغة الميادين العامة وفقاَ لرؤية معمارية وبصرية تتفق والطابع المميز لكل منطقة مع الاحتفاظ بالشكل القديم الأصلى للميادين التي تمثل طابعاً معمارياً متميزا، وإبداء الرأى في مشروعات القوانين واللوائح التي تسهم في تحقيق التنسيق الحضاري.

## وصلات خارجية
- الموقع الرسمي للجهاز.
- الصفحة الرسمية للجهاز على موقع فيس بوك.